# Паулілатіно
Паулілатіно (італ. Paulilatino, сард. Paule) — муніципалітет в Італії, у регіоні Сардинія, провінція Ористано.
Паулілатіно розташоване на відстані близько 380 км на південний захід від Рима, 105 км на північ від Кальярі, 26 км на північний схід від Ористано.
Населення — 2259 осіб (2014).

## Демографія
Населення за роками:

Станом на 1 січня 2023 року в муніципалітеті офіційно проживало 25 іноземців з 9 країн, серед них 15 громадян країн Євросоюзу.

## Сусідні муніципалітети
- Аббазанта
- Бауладу
- Бонаркадо
- Фордонджанус
- Гіларца
- Санту-Луссурджу
- Соларусса
- Вілланова-Трускеду
- Церфаліу